# Senna glycoside
Senna glycoside, hay còn được gọi là sennoside hoặc senna, là một loại thuốc dùng để điều trị táo bón và làm rỗng ruột già trước khi phẫu thuật. Thuốc được uống qua đường miệng hoặc đưa vào trực tràng. Thuốc thường bắt đầu hoạt động trong vài phút khi được vào trực tràng và trong vòng mười hai giờ nếu dùng qua đường miệng. Hoạt lực nhuận tràng của thuốc này là yếu hơn bisacodyl hoặc dầu thầu dầu.
Tác dụng phụ thường gặp của senna glycoside thường là đau bụng. Chúng không được khuyến cáo sử dụng lâu dài, vì nó có thể dẫn đến các vấn đề về chức năng ruột hoặc về chất điện giải. Mặc dù chưa có báo cáo về tác hại nếu sử dụng trong khi cho con bú, cách dùng thuốc này thường không được khuyến cáo. Chúng cũng không thường được khuyến cáo ở trẻ em. Senna có thể làm đổi màu nước tiểu thành màu hơi đỏ. Dẫn xuất Senna là một loại thuốc kích thích nhuận tràng  và thuộc loại anthraquinone. Dù cơ chế hoạt động của thuốc không hoàn toàn rõ ràng, senna được giả thiết là có hoạt lực bằng cách tăng tiết dịch bên trong và gây co ruột già.
Senna nằm trong danh sách các loại thuốc thiết yếu của Tổ chức Y tế Thế giới, tức là nhóm các loại thuốc hiệu quả và an toàn nhất cần thiết trong một hệ thống y tế. Chúng có sẵn dưới dạng thuốc gốc và tương đối rẻ. Chi phí bán buôn ở các nước đang phát triển là khoảng 0,01 USD/viên. Sennoside được lấy từ từ nhóm cây Senna. Nếu ở dạng thực vật, chúng đã được sử dụng ít nhất từ những năm 700 Công nguyên.